# 阿图瓦地区帕
阿图瓦地区帕（法語：Pas-en-Artois，法語發音：[pa ɑ̃.n‿aʁtwa]），或纯音译作帕昂纳尔图瓦，是法国上法蘭西大區加来海峡省的一个市镇，属于阿拉斯区。

## 地理
阿图瓦地区帕（50°9'18"N, 2°29'21"E）面积10.88 平方千米，位于法国上法蘭西大區加来海峡省，该省份为法国北部沿海省份，西北濒北海，南至索姆省，东临北部省。
与阿图瓦地区帕接壤的市镇（或旧市镇、城区）包括：格兰库尔莱帕、欧蒂、库安、法姆雄、戈迪昂普雷、埃尼、蒙迪库尔、波姆拉、瓦尔兰库尔莱帕、圣莱热莱索蒂。
阿图瓦地区帕的时区为UTC+01:00、UTC+02:00（夏令时）。

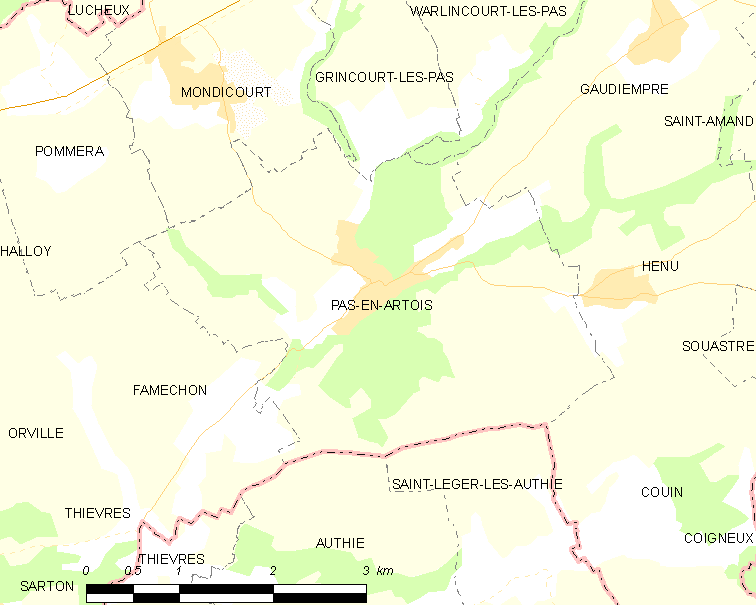
阿图瓦地区帕的OSM定位图

## 行政
阿图瓦地区帕的邮政编码为62760，INSEE市镇编码为62649。

## 政治
阿图瓦地区帕所属的省级选区为阿韦讷勒孔特县。

## 人口

1962-2008年间阿图瓦地区帕人口变化图示

阿图瓦地区帕于2022年1月1日时的人口数量为763人。